# Kanton Andernos-les-Bains
Andernos-les-Bains is een kanton van het Franse departement Gironde. Het kanton maakt deel uit van het arrondissement Arcachon.
Het telt 53.174 inwoners in 2018.

Het kanton  werd gevormd ingevolge het decreet van 20  februari 2014 met uitwerking op 22 maart 2015. 

## Gemeenten
Het kanton omvat volgende gemeenten :
- Andernos-les-Bains
- Arès
- Audenge
- Biganos
- Lanton
- Lège-Cap-Ferret